# 宜野湾市立博物館
宜野湾市立博物館（ぎのわんしりつはくぶつかん）は沖縄県宜野湾市にある公立博物館。1999年6月1日に開館した。
宜野湾市を中心とする沖縄の歴史・考古・民俗・自然を専門分野とする。博物館のイメージキャラクターは天女ちゃん。

## 主な展示
- 安座間原人の復顔像
- 大山洞人の下顎骨（複製品）
- 普天間参詣の模型
- 昭和初期の新城集落のジオラマ
- 嘉数高台のトーチカ模型
- 野嵩収容所資料
- 宜野湾地形模型（2500分の1）

## 施設
- 1階
  - 常設展示室、企画展示室、修理工作室、収蔵庫
- 2階
  - 図書室、研究室

## 利用情報
- 開館時間 - 午前9時〜午後5時（入館は午後4時30分まで）
- 休館日 - 火曜日、祝祭日、慰霊の日、12月29日〜1月3日。（休館日と祝祭日が重なる場合は翌日休館、および臨時休館日）

## 建築概要
- 竣工 - 1999年
- 延床面積 - 1,390平方メートル
- 所在地 - 〒901-2224 沖縄県宜野湾市真志喜1丁目25番1号

## 交通アクセス
- 真志喜バス停下車、徒歩5分

## 周辺
- 沖縄伝承話資料センター
- 森川公園（森の川）
- 宜野湾海浜公園
  - 沖縄コンベンションセンター
- 佐喜眞美術館
- 浦添市美術館
- 中城城